# İYİ Parti
İYİ Parti is een Turkse politieke partij die op 25 oktober 2017 is opgericht door Meral Akşener. De partij is ontstaan door een splitsing met de extreemrechtse Partij van de Nationalistische Beweging. Later kwamen partijleden die zich afscheidden van de Cumhuriyet Halk Partisi en andere partijen ook bij de partij.